# Wentworth (televisieserie)
Wentworth is een Australische dramaserie, die draait om gevangenen en cipiers in een vrouwengevangenis.
De serie werd voor het eerst uitgezonden op SoHo op 1 mei 2013. Lara Radulovich en David Hannam, die Wentworth ontwikkelden, gebruikten Reg Watsons Prisoner als basis, een soap die op Network Ten liep van 1979 tot 1986. De serie is een hedendaagse variant die speelt rond gevangene Bea Smith (Danielle Cormack).
Wentworth werd aanvankelijk gefilmd in een voorstad van Clayton en later in Newport. De serie werd over het algemeen positief ontvangen door critici, de eerste aflevering was de best bekeken première van een dramaserie van televisiebedrijf Foxtel. De serie werd aangekocht door verschillende landen, waaronder Nieuw-Zeeland en het Verenigd Koninkrijk, waar het werd uitgezonden als Wentworth Prison. Op SBS6 werd een Nederlandse bewerking uitgezonden, getiteld Celblok H.  In Vlaanderen was de bewerking Gent-West te zien op VIER.

## Rolverdeling
 = Hoofdrol
 = Bijrol

### Hoofdrollen
| Acteur               | Personage                  | Aantal afleveringen | Aantal afleveringen | Aantal afleveringen | Aantal afleveringen | Aantal afleveringen | Aantal afleveringen | Aantal afleveringen | Aantal afleveringen | Aantal afleveringen |
| Acteur               | Personage                  | S1                  | S2                  | S3                  | S4                  | S5                  | S6                  | S7                  | S8                  | Totaal              |
| -------------------- | -------------------------- | ------------------- | ------------------- | ------------------- | ------------------- | ------------------- | ------------------- | ------------------- | ------------------- | ------------------- |
| Kate Atkinson        | Vera Bennett               | 10                  | 12                  | 12                  | 12                  | 12                  | 12                  | 10                  | 20                  | 90                  |
| Robbie Magasiva      | Will Jackson               | 10                  | 12                  | 12                  | 12                  | 12                  | 12                  | 10                  | 20                  | 90                  |
| Katrina Milosevic    | Sue 'Boomer' Jenkins       | 10                  | 12                  | 12                  | 12                  | 12                  | 12                  | 10                  | 20                  | 90                  |
| Celia Ireland        | Elizabeth 'Liz' Birdsworth | 10                  | 12                  | 12                  | 12                  | 12                  | 12                  | 10                  |                     | 80                  |
| Pamela Rabe          | Joan 'The Freak' Ferguson  |                     | 12                  | 12                  | 12                  | 12                  | 2                   | 1                   | 18                  | 59                  |
| Nicole da Silva      | Francesca 'Franky' Doyle   | 10                  | 12                  | 12                  | 6                   | 12                  | 3                   | 1                   |                     | 56                  |
| Kate Jenkinson       | Allie Novak                |                     |                     |                     | 12                  | 12                  | 12                  | 10                  | 20                  | 56                  |
| Shareena Clanton     | Doreen 'Dor' Anderson      | 10                  | 12                  | 12                  | 12                  | 7                   |                     |                     |                     | 53                  |
| Bernard Curry        | Jake Steward               |                     |                     |                     | 8                   | 12                  | 12                  | 10                  | 20                  | 52                  |
| Danielle Cormack     | Bea Smith                  | 10                  | 12                  | 12                  | 12                  |                     |                     |                     |                     | 46                  |
| Tammy Macintosh      | Karen 'Kaz' Proctor        |                     |                     | 5                   | 12                  | 12                  | 12                  | 5                   |                     | 46                  |
| Socratis Otto        | Maxine Conway              |                     | 9                   | 12                  | 12                  | 2                   |                     |                     |                     | 35                  |
| Aaron Jeffrey        | Matthew 'Fletch' Fletcher  | 10                  | 12                  | 11                  |                     |                     |                     |                     |                     | 34                  |
| Rarriwuy Hick        | Ruby Mitchell              |                     |                     |                     |                     |                     | 12                  | 10                  | 20                  | 32                  |
| Susie Porter         | Marie Winter               |                     |                     |                     |                     |                     | 9                   | 10                  | 19                  | 29                  |
| Leah Purcell         | Rita Connors               |                     |                     |                     |                     |                     | 12                  | 10                  | 15                  | 27                  |
| Sigrid Thornton      | Sonia Stevens              |                     |                     |                     | 7                   | 12                  | 6                   |                     |                     | 25                  |
| Kris McQuade         | Jacqueline 'Jacs' Holt     | 10                  |                     |                     |                     |                     |                     |                     |                     | 10                  |
| Leeanna Walsman      | Erica Davidson             | 10                  |                     |                     |                     |                     |                     |                     |                     | 10                  |
| Kate Box             | Lou Kelly                  |                     |                     |                     |                     |                     |                     |                     | 20                  | 20                  |
| Zoe Terakes          | Rebecca 'Reb' Keane        |                     |                     |                     |                     |                     |                     |                     | 11                  | 10                  |
| Jane Hall            | Ann Reynolds               |                     |                     |                     |                     |                     |                     |                     | 19                  | 9                   |
| Vivienne Awosoga     | Judy Bryant                |                     |                     |                     |                     |                     |                     |                     | 18                  | 8                   |
| Catherine McClements | Meg Jackson                | 4                   |                     |                     |                     |                     |                     |                     |                     | 4                   |

### Bijrollen
| Acteur              | Personage             | Aantal afleveringen | Aantal afleveringen | Aantal afleveringen | Aantal afleveringen | Aantal afleveringen | Aantal afleveringen | Aantal afleveringen | Aantal afleveringen | Aantal afleveringen |
| Acteur              | Personage             | S1                  | S2                  | S3                  | S4                  | S5                  | S6                  | S7                  | S8                  | Totaal              |
| ------------------- | --------------------- | ------------------- | ------------------- | ------------------- | ------------------- | ------------------- | ------------------- | ------------------- | ------------------- | ------------------- |
| Jacqueline Brennan  | Linda Miles           | 8                   | 12                  | 12                  | 12                  | 12                  | 12                  | 10                  | 20                  | 88                  |
| Ra Chapman          | Kim Chang             | 10                  | 7                   | 5                   | 6                   | 10                  |                     |                     |                     | 38                  |
| Libby Tanner        | Bridget Westfall      |                     |                     | 10                  | 9                   | 10                  | 3                   |                     |                     | 32                  |
| Georgia Chara       | Jess Warner           |                     | 9                   | 12                  |                     |                     |                     |                     |                     | 21                  |
| Bessie Holland      | Stella Radic          |                     | 1                   | 6                   | 7                   | 8                   | 7                   |                     |                     | 30                  |
| Sally Anne Upton    | Lucy 'Juice' Gambaro  |                     |                     | 7                   | 10                  | 6                   | 8                   |                     |                     | 31                  |
| Charli Tjoe         | Tina Mercado          |                     |                     | 3                   | 9                   | 11                  |                     |                     |                     | 23                  |
| Sophia Katos        | Mel Barrett           |                     |                     |                     | 12                  | 8                   |                     |                     |                     | 20                  |
| Artemis Loannides   | Vicky Kosta           |                     |                     |                     |                     |                     | 10                  | 9                   |                     | 19                  |
| Maggie Naouri       | Rose Atkins           |                     | 9                   | 9                   |                     |                     |                     |                     |                     | 18                  |
| Madeleine Jevic     | Lee Radcliffe         |                     |                     |                     | 11                  | 7                   | 3                   |                     |                     | 21                  |
| Martin Sacks        | Derek Channing        | 6                   | 1                   | 3                   | 2                   | 4                   | 2                   |                     |                     | 18                  |
| David de Lautour    | Greg Miller           |                     |                     |                     |                     |                     |                     | 10                  | 19                  | 18                  |
| Sarah Hallam        | Jen 'Hutch' Hutchins  |                     |                     |                     |                     |                     | 8                   | 8                   |                     | 16                  |
| Luke McKenzie       | Nash Taylor           |                     | 5                   | 2                   | 4                   | 1                   |                     |                     |                     | 12                  |
| Kathryn Beck        | Sky Pierson           |                     | 12                  |                     |                     |                     |                     |                     |                     | 12                  |
| Edwina Samuels      | Sophie Donaldson      |                     | 1                   | 11                  |                     |                     |                     |                     |                     | 12                  |
| Kasia Kaczmarek     | Lindsay Coulter       |                     | 6                   | 6                   |                     |                     |                     |                     |                     | 12                  |
| Emily Havea         | Mon Alston            |                     |                     |                     |                     |                     | 7                   | 4                   |                     | 11                  |
| Georgia Flood       | Debbie Smith          | 8                   | 1                   |                     | 1                   |                     |                     |                     |                     | 10                  |
| Chloe Ng            | Nurse Shen            |                     |                     |                     |                     |                     | 5                   | 4                   | 1                   | 10                  |
| Alexandra Fowler    | Simone 'Simmo' Slater | 4                   | 4                   | 1                   |                     |                     |                     |                     |                     | 9                   |
| Benne Harrison      | Rosalind 'Roz' Jago   | 8                   | 1                   |                     |                     |                     |                     |                     |                     | 9                   |
| Tony Nikolakopoulos | Niles Jesper          |                     | 3                   | 5                   | 1                   |                     |                     |                     |                     | 9                   |
| Reef Ireland        | Brayden Holt          | 4                   | 4                   |                     |                     |                     |                     |                     |                     | 8                   |
| Pia Miranda         | Jodie Spiteri         |                     |                     | 8                   |                     |                     |                     |                     |                     | 8                   |
| Jake Ryan           | Harry Smith           | 5                   | 2                   | 1                   |                     |                     |                     |                     |                     | 8                   |
| Scott Parmeter      | Chris Bakula          | 2                   | 3                   | 3                   |                     |                     |                     |                     |                     | 8                   |
| Steve Bastoni       | Don Kaplan            |                     |                     |                     | 5                   | 3                   |                     |                     |                     | 8                   |
| Sun Park            | Cherry Li             |                     |                     |                     |                     |                     | 8                   |                     |                     | 8                   |
| Natalia Novikova    | Zara 'Drago' Dragovic |                     |                     |                     |                     |                     | 8                   |                     |                     | 8                   |
| Rick Donald         | Sean Brody            |                     |                     |                     |                     |                     |                     | 8                   |                     | 8                   |
| Cassandra Magrath   | Hayley Jovanka        | 3                   | 2                   | 2                   |                     |                     |                     |                     |                     | 7                   |
| Damien Richardson   | Michael Mears         |                     |                     | 7                   |                     |                     |                     |                     |                     | 7                   |
| Alex Menglet        | Ivan Ferguson         |                     | 3                   | 3                   |                     |                     |                     |                     |                     | 6                   |
| Hunter Page-Lochard | Shayne Butler         |                     |                     |                     | 4                   | 2                   |                     |                     |                     | 6                   |
| Shane Connor        | Ray Houser            |                     |                     |                     |                     |                     | 5                   | 1                   |                     | 6                   |
| Kate Elliott        | Spike Baxter          |                     |                     |                     |                     |                     | 6                   |                     |                     | 6                   |
| Richard Sutherland  | Alan Doyle            | 1                   |                     |                     | 2                   | 1                   | 1                   |                     |                     | 5                   |
| Melitta St Just     | Megan Summers         | 4                   | 1                   |                     |                     |                     |                     |                     |                     | 5                   |
| Zahra Newman        | Iman Farah            |                     |                     |                     |                     | 5                   |                     |                     |                     | 5                   |
| Anni Finsterer      | May Jenkins           |                     |                     |                     |                     |                     |                     | 5                   |                     | 5                   |